# Cyl

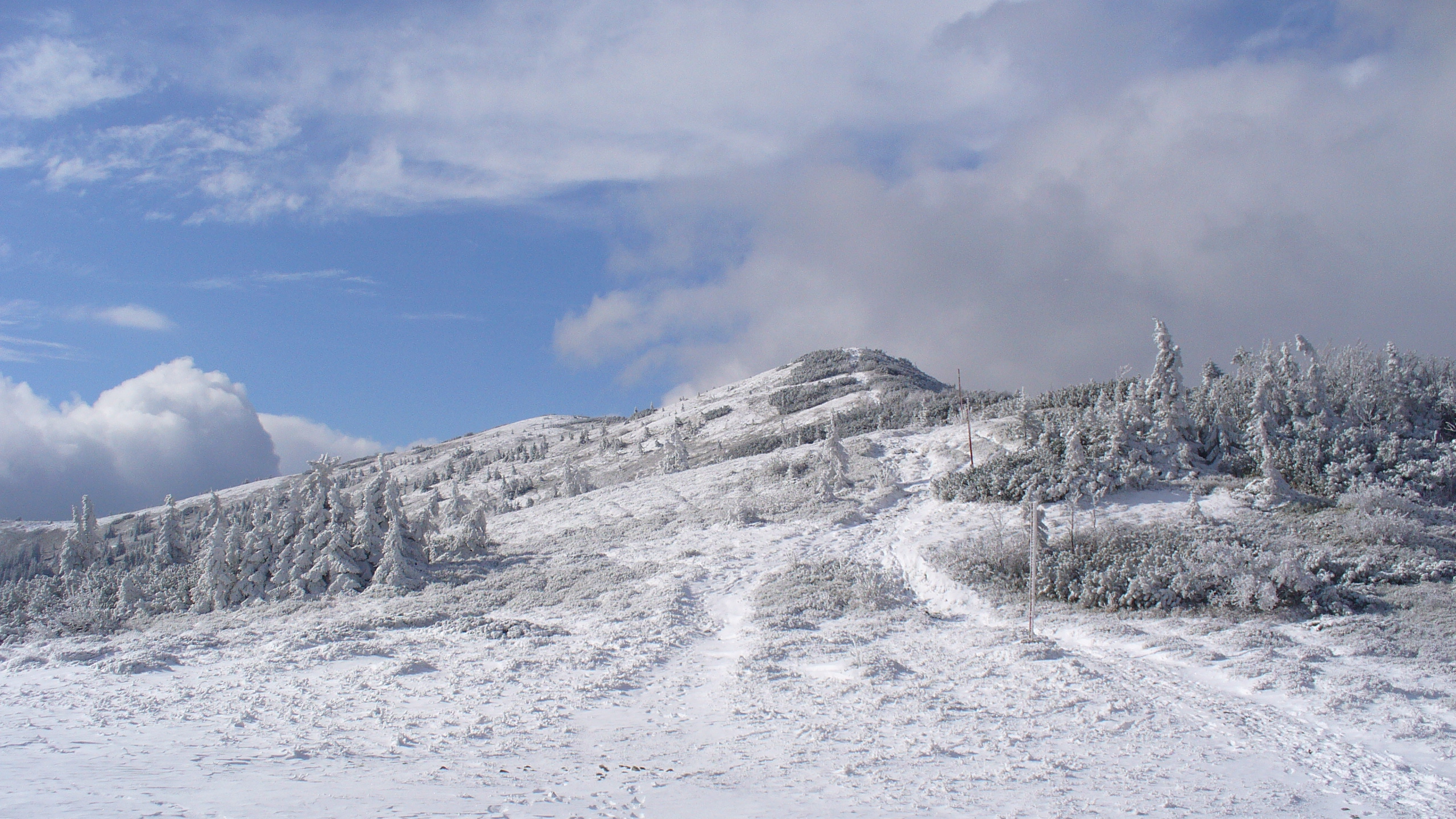
Mała Babia Góra widziana z przełęczy Brona

Cyl (1516 m) lub Mała Babia Góra (słow. Malá Babia hora) – jeden z wierzchołków w masywie Babiej Góry. Znajduje się w Paśmie Babiogórskim w Beskidzie Żywiecko-Orawskim (w regionalizacji według Jerzego Kondrackiego w Beskidzie Żywieckim, w słowackiej Oravské Beskydy).

## Topografia
Cyl jest trzecim co do wysokości szczytem w całych polskich Beskidach (po Diablaku i Pilsku). Znajduje się w północno-zachodniej grani tego masywu, pomiędzy Przełęczą Jałowiecką Południową (993 m) a płytką przełęczą Wołowisko oddzielającą Cyla od niższego wierzchołka zwanego Niższym Cylem (ok. 1490 m). Wierzchołkami tymi i przełęczami biegnie granica polsko-słowacka i Wielki Europejski Dział Wodny. W południowo-zachodnim kierunku (po słowackiej stronie) odchodzi od Cyla długi i całkowicie porośnięty lasem grzbiet, który poprzez wierzchołki Borsučie (1004 m), Zadna Vysoká (993 m), Vysoká (966 m) i Taľagovka (912 m) opada do doliny Polhoranki. Północne (polskie) zbocza Cyla poderwane są olbrzymim osuwiskiem Zerwy Cylowej.
Cyl znajduje się w Babiogórskim Parku Narodowym, w granicach wsi Zawoja, w województwie małopolskim, w powiecie suskim, w gminie Zawoja.

## Nazewnictwo
Istnieją różne teorie co do pochodzenia nazwy Cyl. Aleksy Siemionow uważa, że jest to nazwa dzierżawcza pochodząca od nazwiska, według Władysława Midowicza nazwa jest ludowego pochodzenia; tak nazwali ten wierzchołek mieszkańcy Zawoi, gdyż zimą w południe szczyt ten celuje (w ludowej gwarze cyluje) wprost w słońce.

## Opis szczytu
Wierzchołek Cyla jest trawiasty, dzięki temu roztacza się z niego szeroka panorama widokowa, podobna do tej z Diablaka. Obejmuje 3/4 horyzontu (jedynie w południowo-wschodnim kierunku widok przysłonięty jest przez szczyt Diablaka). Trawiasta jest również górna część słowackich stoków. Dawniej cały grzbiet Babiej Góry był wypasany, na północno-wschodnich stokach znajdowała się hala pasterska zwana Czarną Halą. Po utworzeniu Babiogórskiego Parku Narodowego wypas zniesiono, a trawiaste tereny stopniowo zarastają kosodrzewiną i lasem.

## Szlaki turystyczne
Przełęcz Jałowiecka Północna – Żywieckie Rozstaje – Cyl – przełęcz Brona – Diablak:
- z przełęczy Brona 0.25 h (↓ 0:15 h), z Diablaka 1.10 h (z powrotem 1:15 h)
- z Tabakowego Siodła 1:10 h (↓ 0.50 h)

  czerwony (ze Słowacji) Orawska Półgóra – Cyl:
- ze schroniska Chata Slaná voda 3 h (↓ 2.45 h), z Orawskiej Półgóry 3:30 h (↓ 3:15 h)